# Municipio de Center (condado de Nemaha)
El municipio de Center (en inglés: Center Township) es un municipio ubicado en el condado de Nemaha en el estado estadounidense de Kansas. En el año 2010 tenía una población de 164 habitantes y una densidad poblacional de 1,75 personas por km².

## Geografía
El municipio de Center se encuentra ubicado en las coordenadas 39°47′1″N 96°11′0″O / 39.78361, -96.18333. Según la Oficina del Censo de los Estados Unidos, el municipio tiene una superficie total de 93.79 km², de la cual 93,44 km² corresponden a tierra firme y (0,37 %) 0,35 km² es agua.

## Demografía
Según el censo de 2010, había 164 personas residiendo en el municipio de Center. La densidad de población era de 1,75 hab./km². De los 164 habitantes, el municipio de Center estaba compuesto por el 99,39 % blancos y el 0,61 % eran de una mezcla de razas. Del total de la población el 0 % eran hispanos o latinos de cualquier raza.